# Monéteau
Monéteau – miejscowość i gmina we Francji, w regionie Burgundia-Franche-Comté, w departamencie Yonne.
Według danych na rok 1990 gminę zamieszkiwało 4239 osób, a gęstość zaludnienia wynosiła 233 osoby/km² (wśród 2044 gmin Burgundii Monéteau plasuje się na 54. miejscu pod względem liczby ludności, natomiast pod względem powierzchni na miejscu 512.).